# Забавная книга с картинками Коула

Обложки альманаха.

Забавная книга с картинками Коула (англ. Cole’s Funny Picture Book) — австралийский иллюстрированный альманах для детей и родителей. Издаётся в Мельбурне с 1879 года до настоящего момента.
Был основан Э. У. Коулом (1832—1918). Содержание: анекдоты, головоломки, весёлые рисунки, полезные советы и т. д.
Первый выпуск альманаха вышел в канун Рождества 1879 года. За первый день было распродано свыше тысячи экземпляров.